# El Porvenir (Messico)
El Porvenir è un comune del Messico, situato nello stato di Chiapas.